# 1950年の音楽
1950年の音楽（1950ねんのおんがく）では、1950年（昭和25年）の世界の音楽についてまとめる。

## 概要
- アメリカ合衆国で、ジャック・ホルツマンとポール・リックホルトによりエレクトラ・レコード (Elektra Records) が設立された[1]。
- ルイ・アームストロング[2]が「セシボン」を、フランス語ではなく、初めて英語歌詞で録音した。

## 海外
- パーシー・メイフィールド[3] 「プリーズ・センド・ミー・サムワン・トゥ・ラヴ」
- エイムズ・ブラザーズ 「ラグ・モップ」

## 洋楽アルバム
- ジョー・スタッフォード 「アメリカン・フォークス・ソングズ」
- ビング・クロスビー[4] 「ブルー・オブ・ザ・ナイト」

## 邦楽シングル
- 暁テル子「東京カチンカ娘」「リオのポポ売り」
- 辻輝子「さくら貝の歌」
- 池真理子「ボタンとリボン」
- 黒木曜子「ベサメ・ムーチョ」
- 渡辺はま子「桑港のチャイナ街」
- 渡辺はま子、宇都美清「火の鳥」
- 山口淑子「夜来香」
- 美空ひばり「越後獅子の唄」「東京キッド」
- 伊藤久男「イヨマンテの夜」
- 平野愛子「白い船のいる港」
- 高峰三枝子「思い出のボレロ」
- 二葉あき子「水色のワルツ」
- 越路吹雪「ビギン・ザ・ビギン」
- 岡本敦郎「白い花の咲く頃」
- 小畑実「星影の小径」「涙のチャング」
- 林伊佐緒「ダンスパーティーの夜」
- 笠置シズ子「買物ブギー」
- 菅原都々子「憧れの住む町」
- 藤山一郎「山のかなたに」
- 奈良光枝「赤い靴のタンゴ」
- 三條町子「かりそめの恋」

## 主な音楽賞
| 賞            | 受賞作・受賞者                                                      |
| ------------- | ------------------------------------------------------------------- |
| 第5回芸術祭賞 | - 奨芸術祭賞(音楽部門) - 清水脩「NHK「インド旋律による4楽章」」作曲 |

## デビュー
- 月日不明 - 藤島桓夫／あゝ東京へ汽車は行く

## 誕生
- 1月1日 - 林栄一（ジャズサクソフォーン奏者）
- 1月1日 - モーガン・フィッシャー（、キーボーディスト・作曲家）
- 1月2日 - 市原多朗（声楽家・テノール歌手）
- 1月8日 - 南佳孝（東京都、ミュージシャン）
- 1月16日 - ダモ鈴木（歌手、元カン）
- 1月16日 - ボブ・キューリック（ギタリスト、+2020年・70歳没）
- 1月19日 - 金子晴美（ジャズシンガー）
- 1月21日 - 香坂優（アルゼンチンタンゴ歌手）
- 1月21日 - ビリー・オーシャン（、歌手）
- 1月24日 - ジュディ・オング（、歌手・女優）
- 1月25日 - 宮下静雄（実業家、Forever発行人、+1980年）
- 1月28日 - 松前ひろ子（演歌歌手）
- 1月30日 - グラシーニャ・レポラーセ（ボサノヴァミュージシャン）
- 1月30日 - パディ・キーナン（イリアン・パイプス奏者、元ボシー・バンド）
- 1月 - 窪園千枝子（実業家・元歌手・元女優）
- 2月1日 - 土岐英史（ジャズサックス奏者、土岐麻子父）
- 2月1日 - 山本譲二（山口県、演歌歌手）
- 2月2日 - 石塚俊明（ドラマー、頭脳警察）
- 2月4日 - 泉アキ（タレント・歌手）
- 2月4日 - 大津あきら（山口県、作詞家、+1997年・47歳没）
- 2月5日 - アン・セクストン（ソウルシンガー）
- 2月5日 - パンタ（ヴォーカリスト、頭脳警察）
- 2月5日 - フランソワ・クチュリエ（ジャズピアニスト・作曲家）
- 2月6日 - ナタリー・コール（、シンガーソングライター）
- 2月7日 - マッシモ・デ・ベルナール（指揮者、+2004年・54歳没）
- 2月9日 - 伊集院静（作家・作詞家）
- 2月10日 - 中村ブン（俳優・シンガーソングライター）
- 2月12日 - スティーヴ・ハケット（、ギタリスト、元ジェネシス）
- 2月13日 - ピーター・ガブリエル（、ミュージシャン、元ジェネシス）
- 2月13日 - ボブ・デイズリー（ベーシスト）
- 2月16日 - 友川カズキ（歌手）
- 2月17日 - 篠崎正嗣（東京都、作曲家・ヴァイオリニスト）
- 2月18日 - シビル・シェパード（女優・歌手）
- 2月20日 - ウォルター・ベッカー（、ジャズギタリスト、スティーリー・ダン）
- 2月20日 - 志村けん（コメディアン、ザ・ドリフターズ、+2020年・70歳没）
- 2月20日 - ばんばひろふみ（京都府、フォークシンガー）
- 2月22日 - ジェネシス・P・オリッジ（ミュージシャン・パフォーマンスアーティスト、+2020年・70歳没）
- 2月22日 - 日高富明（東京都、フォークシンガー、ガロ、+1986年・36歳没）
- 3月2日 - カレン・カーペンター（、歌手、カーペンターズ、+1983年・32歳没）
- 3月2日 - バニー・ブルネル（ジャズベーシスト、キャブ）
- 3月5日 - ユージン・フォドア（ヴァイオリニスト、+2011年・60歳没）
- 3月6日 - スティーヴ・ベレスフォード（ミュージシャン）
- 3月8日 - 山本翔（歌手、元ズー・ニー・ヴー、+1995年・45歳没）
- 3月9日 - 駒沢裕城（ギタリスト、はちみつぱい）
- 3月9日 - ハワード・シェリー（ピアニスト・指揮者）
- 3月10日 - 梅木マリ（歌手）
- 3月10日 - 可愛和美（歌手）
- 3月11日 - カティア・ラベック（歌手、ラベック姉妹）
- 3月11日 - ボビー・マクファーリン（ジャズ歌手）
- 3月14日 - 安部俊幸（福岡県、ギタリスト、チューリップ、+2014年・64歳没）
- 3月15日 - ケイ・アンナ（歌手・タレント）
- 3月16日 - 白鳥英美子（神奈川県、シンガーソングライター）
- 3月18日 - 大塚まさじ（歌手）
- 3月18日 - 奥田瑛二（俳優・元歌手）
- 3月18日 - ジェームズ・コンロン（指揮者）
- 3月18日 - 矢島賢（ギタリスト、+2015年・65歳没）
- 3月20日 - カール・パーマー（、ドラマー）
- 3月20日 - 深野義和（作詞家・作曲家）
- 3月20日 - 三上寛（フォークシンガー・俳優）
- 3月20日 - 三橋貴風（尺八奏者）
- 3月21日 - エレーナ・フィルソヴァ（作曲家）
- 3月21日 - タイガー大越（トランペット奏者）
- 3月21日 - チョー・ヨンピル（、歌手）
- 3月22日 - ゴラン・ブレゴヴィッチ（作曲家）
- 3月22日 - デヴィッド・ゴラブ（ピアニスト・指揮者、+2000年・50歳没）
- 3月25日 - 小田裕一郎（鹿児島県、作曲家、+2018年・68歳没）
- 3月26日 - アラン・シルヴェストリ（、指揮者・作曲家）
- 3月26日 - 井野信義（ベーシスト・作曲家）
- 3月26日 - テディ・ペンダーグラス（、歌手、+2010年・59歳没）
- 3月26日 - 古川豪（フォークシンガー）
- 3月27日 - トニー・バンクス（キーボーディスト、元ジェネシス）
- 3月27日 - マリア・ユーイング（オペラ歌手）
- 3月28日 - トニー・ペルーソ（ギタリスト・音楽プロデューサー、カーペンターズ、+2010年・60歳没）
- 3月30日 - デイヴ・ボール（ギタリスト、元プロコル・ハルム、+2015年・65歳没）
- 3月30日 - ナンシー・シット（歌手・女優）
- 3月30日 - 若子内悦郎（歌手）
- 3月31日 - 舘ひろし（愛知県、シンガーソングライター・俳優）
- 3月31日 - ペドロ・インファンテ・ジュニア（歌手・俳優、+2009年・59歳没）
- 4月4日 - 斉藤哲夫（シンガーソングライター）
- 4月4日 - ピップ・パイル（ドラマー、元デリヴァリー/元ゴング/元ハットフィールド・アンド・ザ・ノース/元ナショナル・ヘルス/元イン・カフーツ、+2006年・56歳没）
- 4月4日 - 北條たかし（歌手）
- 4月5日 - アグネッタ・フォルツコグ（、シンガーソングライター、ABBA）
- 4月5日 - 藤田淑子（声優・女優・歌手、+2018年・68歳没）
- 4月8日 - 小畑ミキ（歌手）
- 4月10日 - エディ・ヘイゼル（ギタリスト、Pファンク、+1992年・42歳没）
- 4月10日 - 和田アキ子（大阪府、歌手・タレント）
- 4月11日 - 紀比呂子（女優・元歌手）
- 4月12日 - 谷康一（ミュージシャン）
- 4月12日 - デヴィッド・キャシディ（俳優・歌手、+2017年・67歳没）
- 4月14日 - 川上哲夫（作曲家・指揮者）
- 4月17日 - クリスティーナ・オルティス（ピアニスト）
- 4月18日 - グリゴリー・ソコロフ（ピアニスト）
- 4月18日 - 真夏竜（俳優・元歌手）
- 4月22日 - ピーター・フランプトン（、ミュージシャン）
- 4月24日 - ヴァディム・ブロドスキー（ヴァイオリニスト）
- 4月25日 - スティーヴ・フェローン（ドラマー、元アヴェレイジ・ホワイト・バンド）
- 4月25日 - ボビー・ハンフリー（ジャズフルート奏者）
- 4月26日 - 大橋純子（歌手）
- 4月27日 - クリスティアン・ツァハリアス（ピアニスト・指揮者）
- 4月27日 - マイク・ハウレット（ミュージシャン）
- 5月2日 - 藤本房子（歌手）
- 5月2日 - ルー・グラム（ボーカリスト、元フォリナー）
- 5月3日 - メリー・ホプキン（、歌手）
- 5月6日 - 柴田和志（ボーカリスト、元村八分、+1994年）
- 5月6日 - 中野良子（女優・元歌手）
- 5月8日 - レポ・スメラ（作曲家、+2000年・50歳没）
- 5月9日 - ミシェル・ベロフ（ピアニスト）
- 5月12日 - ソットサイ・ルンポートーン（歌手）
- 5月12日 - 吉田哲（作曲家・音楽プロデューサー）
- 5月13日 - スティーヴィー・ワンダー（、ミュージシャン）
- 5月14日 - リオール・シャンバダール（指揮者）
- 5月17日 - ハワード・アッシュマン（作詞家、+1991年・40歳没）
- 5月18日 - マーク・マザーズボー（歌手、ディーヴォ）
- 5月19日 - ダン・ラックスマン（ミュージシャン）
- 5月19日 - 藤山ジュンコ（歌手）
- 5月19日 - マイク・ウェッジウッド（歌手）
- 5月20日 - 茶木みやこ（歌手、元ピンク・ピクルス）
- 5月20日 - 毛利蔵人（兵庫県、作曲家、+1997年・47歳没）
- 5月22日 - 珠めぐみ（女優・歌手、+2013年）
- 5月22日 - 中村滋延（作曲家）
- 5月25日 - 友部正人（フォークシンガー・詩人）
- 5月25日 - エンヨット・シュナイダー（作曲家）
- 5月27日 - 田中直子（ヴァイオリニスト）
- 5月27日 - ディー・ディー・ブリッジウォーター（ジャズ歌手・俳優）
- 5月28日 - 片岡啓子（声楽家）
- 5月28日 - 内藤洋子（女優・元歌手）
- 5月28日 - 宮内淳（俳優・元歌手、+2020年・70歳没）
- 5月29日 - リビー・ジャクソン（、歌手）
- 5月31日 - 白井幹夫（歌手、元THE HIGH-LOWS/元THE BIG HIP）
- 6月1日 - シャーリーン（、歌手）
- 6月2日 - 田中収（演歌歌手、ニック・ニューサ）
- 6月3日 - フロリアン・ピルキントン・ミクサ（ドラマー、元カーヴド・エア）
- 6月3日 - スージー・クアトロ（、歌手）
- 6月3日 - デニース・ウィリアムス（歌手・音楽プロデューサー）
- 6月3日 - フレデリック・フランソワ（歌手）
- 6月3日 - 堀俊輔（指揮者）
- 6月4日 - 青柳いづみこ（東京都、ピアニスト・エッセイスト）
- 6月5日 - バーバラ・ガスキン（歌手）
- 6月6日 - 島健（ジャズピアニスト）
- 6月9日 - かしわ哲（歌手・小説家）
- 6月11日 - 2代目富山清琴（箏曲家）
- 6月15日 - 早苗ネネ（歌手、じゅん&ネネ）
- 6月15日 - 細川たかし（北海道、演歌歌手）
- 6月17日 - 山路芳久（テノール歌手、+1988年・38歳没）
- 6月19日 - アン・ウィルソン（歌手、ハート）
- 6月21日 - 市地洋子（元女優・元歌手）
- 6月21日 - ジョーイ・クレイマー（、ドラマー、エアロスミス）
- 6月21日 - 田渕岩夫（タレント・芸人・元歌手）
- 6月24日 - 池田直樹（声楽家）
- 6月28日 - フィリップ・フォーク（ピアニスト）
- 6月29日 - 清水勝則（アニメーション音響監督）
- 6月29日 - ドン・モーエン（シンガーソングライター）
- 6月30日 - 渥実れい子（女優、シャンソン歌手）
- 7月 - 田中方子（歌手・女優）
- 7月3日 - ロザンナ・ザンボン（、歌手・タレント、ヒデとロザンナ）
- 7月5日 - ヒューイ・ルイス（歌手、ヒューイ・ルイス&ザ・ニュース）
- 7月10日 - グレアム・ジョンソン（ピアニスト）
- 7月10日 - ニック・ジェイムソン（俳優・声優・ドラマー・作曲家）
- 7月11日 - ボニー・ポインター（歌手、ポインター・シスターズ、+2020年・69歳没）
- 7月12日 - エリック・カー（、ドラマー、キッス、+1991年・41歳没）
- 7月12日 - 立花直樹（元俳優・元歌手）
- 7月12日 - V・M・バット（ギタリスト）
- 7月14日 - アンディ・ニューマーク（ドラマー）
- 7月15日 - ジェフリー・リチャードソン（ヴィオラ奏者、キャラヴァン）
- 7月17日 - 能登道子（元歌手）
- 7月17日 - フィービ・スノウ（歌手・ギタリスト、+2011年・60歳没）
- 7月22日 - 大久保一久（歌手、元猫/元風）
- 7月24日 - ヤドランカ（シンガーソングライター、+2016年・65歳没）
- 7月26日 - ダンカン・マッケイ（作曲家）
- 7月26日 - 萩原健一（埼玉県、歌手・俳優）
- 7月29日 - 岩田由記夫（音楽評論家・ラジオパーソナリティ）
- 7月30日 - フランク・スタローン（俳優・歌手）
- 7月31日 - 長沢ヒロ（ベーシスト・歌手、元あんぜんバンド）
- 7月31日 - 中村美律子（大阪府、演歌歌手）
- 8月 - ママディ・ケイタ（ジャンベ奏者）
- 8月2日 - グラハム・ケンドリック（シンガーソングライター）
- 8月7日 - ロドニー・クロウエル（シンガーソングライター）
- 8月10日 - パティ・オースティン（歌手）
- 8月11日 - 千葉一夫（演歌歌手）
- 8月12日 - 山本正治（クラリネット奏者）
- 8月15日 - トミー・アルドリッジ（ドラマー）
- 8月16日 - ヨエル・レヴィ（指揮者）
- 8月17日 - 西島三重子（東京都、シンガーソングライター）
- 8月23日 - アラン・タム（歌手・俳優）
- 8月23日 - 鹿島とも子（歌手・歌手）
- 8月24日 - 沈守峰（歌手）
- 8月25日 - ライナー・キュッヒル（ヴァイオリニスト）
- 8月27日 - ニール・マーレイ（ミュージシャン、元ホワイトスネイク）
- 8月29日 - 八代亜紀（熊本県、演歌歌手）
- 8月30日 - ミッキー・ムーディ（ギタリスト、元ホワイトスネイク）
- 8月31日 - 岩田純明（実業家・シンガーソングライター）
- 9月1日 - 土取利行（パーカッショニスト）
- 9月2日 - ミヒャエル・ローター（ギタリスト、元クラフトワーク/元ノイ!）
- 9月3日 - 佐々木幸男（シンガーソングライター）
- 9月6日 - 市毛良枝（女優・タレント・元歌手）
- 9月6日 - ウジェーヌ・サルブ（ヴァイオリニスト）
- 9月7日 - 南部直登（歌手）
- 9月9日 - ジョン・マクフィー（ミュージシャン、ドゥービー・ブラザーズ/元サザン・パシフィック）
- 9月10日 - ジョー・ペリー（、ギタリスト、エアロスミス）
- 9月12日 - 石鍋多加史（歌手・俳優）
- 9月13日 - 島村英二（ドラマー、元ラストショウ/元NOBU CAINE）
- 9月14日 - ポール・コゾフ（ギタリスト、フリー、+1976年・25歳没）
- 9月17日 - フランソワ・リンデマン（ピアニスト）
- 9月17日 - ミンチョ・ミンチェフ（ヴァイオリニスト）
- 9月18日 - 大熊昭（アニメーション音響監督）
- 9月19日 - 君夕子（演歌歌手・女優）
- 9月20日 - ロレダーナ・ベルテ（歌手）
- 9月21日 - 篠木雅博（実業家・音楽ディレクター）
- 9月26日 - たちはらるい（シンガーソングライター）
- 9月28日 - キャサリン・ロビン（メゾソプラノ歌手）
- 9月28日 - 内藤やす子（神奈川県、歌手）
- 10月2日 - 上田雅利（福岡県、ドラマー、チューリップ）
- 10月2日 - ギィ・キャベ（ジャズミュージシャン・ヴィブラフォン奏者）
- 10月2日 - マイク・ラザフォード（、ギタリスト、ジェネシス）
- 10月3日 - ペーテル・リリェ（指揮者、+1993年・43歳没）
- 10月4日 - フランシスコ・アライサ（テノール歌手）
- 10月4日 - ヤニス・ヴァカレリス（ピアニスト）
- 10月5日 - 辺見マリ（歌手・タレント・女優）
- 10月6日 - アテフ・ハリム（ヴァイオリニスト）
- 10月6日 - 伊藤多喜雄（民謡歌手・作曲家）
- 10月6日 - 三井誠（作曲家、クラフト）
- 10月9日 - 仲井戸麗市（東京都、ギタリスト、RCサクセション）
- 10月12日 - 鹿賀丈史（俳優・声優・歌手）
- 10月12日 - スーザン・アントン（女優・歌手）
- 10月12日 - リリアン（タレント・歌手、+2020年・69歳没）
- 10月13日 - 大和田獏（俳優・元歌手）
- 10月14日 - チャーリー・コーセイ（兵庫県、歌手）
- 10月15日 - デヴィッド・シャローン（指揮者、+2000年・49歳没）
- 10月18日 - 志村洋子（音楽教育学者）
- 10月19日 - ジョージ・フェントン（、作曲家）
- 10月19日 - パトリック・カウリー（作曲家、+1982年・32歳没）
- 10月20日 - エロディ・ローテン（作曲家、+2014年・63歳没）
- 10月20日 - トム・ペティ（ミュージシャン、+2017年・66歳没）
- 10月22日 - 山木康世（フォークシンガー、元ふきのとう）
- 10月29日 - ジェイムズ・ディロン（作曲家）
- 10月30日 - 夏夕介（熊本県、俳優・キーボーディスト、元オックスの田浦幸 +2010年・59歳没）
- 11月1日 - ダン・ピーク（ミュージシャン、アメリカ、+2011年・60歳没）
- 11月1日 - 西口久美子（歌手・女優・タレント、青い三角定規）
- 11月3日 - 毛利伯郎（チェリスト）
- 11月4日 - アンヌ・フロワドビーズ（オルガニスト）
- 11月4日 - 出口正子（声楽家）
- 11月6日 - ギル・ゴールドスタイン（ジャズピアニスト・アコーディオン奏者）
- 11月6日 - 斎藤ノヴ（パーカッショニスト・音楽プロデューサー）
- 11月8日 - 高田和子（箏曲家・三絃奏者、+2007年）
- 11月9日 - 梅沢富美男（福島県、歌手・俳優）
- 11月9日 - かしぶち哲郎（栃木県、ドラマー、ムーンライダーズ、+2013年・63歳没）
- 11月9日 - 仲雅美（俳優・歌手）
- 11月10日 - ブラム・チャイコフスキー（歌手、元モーターズ）
- 11月12日 - 黒石八郎（民謡歌手・ローカルタレント）
- 11月12日 - 由美かおる（女優・元歌手）
- 11月15日 - 遠藤ミチロウ（ミュージシャン、ザ・スターリン、+2019年・68歳没）
- 11月16日 - 来生たかお（東京都、シンガーソングライター）
- 11月17日 - ニコル麻莉子（画家・作曲家）
- 11月18日 - グレアム・パーカー（歌手）
- 11月18日 - ルディ・サーゾ（ベーシスト・アニメーター、元クワイエット・ライオット）
- 11月20日 - 渥美マリ（元女優・元歌手）
- 11月20日 - 高品剛（俳優・元歌手）
- 11月22日 - ティナ・ウェイマス（ミュージシャン、トム・トム・クラブ）
- 11月24日 - 浦田博信（作曲家・歌手・ギタリスト）
- 11月24日 - 水の江じゅん（元歌手・元女優）
- 11月25日 - 清水仁（大阪府、歌手・ベーシスト、オフコース）
- 11月25日 - 水木れいじ（岡山県、作詞家）
- 11月27日 - 真木ひでと（福岡県、歌手、オックス）
- 11月28日 - 大口広司（埼玉県、ドラマー、元ザ・テンプターズ/ウォッカ・コリンズ、+2009年・58歳没）
- 11月29日 - ウェンディ・ウォルドマン（歌手）
- 12月 - 池辺幸惠（ピアニスト）
- 12月3日 - イルカ（東京都、フォークシンガー）
- 12月3日 - ナタリス・チャン（歌手・俳優）
- 12月3日 - ミッキー・トーマス（歌手、元ジェファーソン・エアプレイン）
- 12月6日 - 久石譲（長野県、作曲家）
- 12月7日 - 岡千秋（岡山県、作曲家・演歌歌手）
- 12月8日 - 佐渡山豊（シンガーソングライター）
- 12月8日 - ダン・ハートマン（ミュージシャン、+1994年・43歳没）
- 12月9日 - 綾小路きみまろ（漫談家）
- 12月9日 - アラン・ソレンティ（歌手）
- 12月9日 - 桑原茂一（音楽プロデューサー・放送作家）
- 12月10日 - 阿部登（音楽プロデューサー、+2010年・60歳没）
- 12月12日 - 江崎英子（女優・歌手）
- 12月12日 - 工藤忠幸（シンガーソングライター）
- 12月12日 - ステラ・ヴァンデ（歌手、マグマ）
- 12月12日 - リシャール・ガリアーノ（アコーディオン奏者）
- 12月13日 - デヴィッド・オリスト（歌手、元ナイス/元ジェット/元ロキシー・ミュージック）
- 12月15日 - 金福健（ドラマー、クリスタルキング、+2014年）
- 12月16日 - ホーン・ユキ（元歌手・女優、元ザ・シュークリーム）
- 12月17日 - カールトン・バレット（ドラマー、ボブ・マーリー&ザ・ウェイラーズ、+1987年・36歳没）
- 12月18日 - 前川陽子（佐賀県、歌手）
- 12月19日 - 告井延隆（ミュージシャン、元センチメンタル・シティ・ロマンス）
- 12月20日 - 本郷直樹（歌手・俳優）
- 12月20日 - 光川環世（歌手・女優）
- 12月21日 - 石川恵樹（作曲家・ベーシスト）
- 12月21日 - 岡本正（フォークシンガー）
- 12月21日 - 神田正輝（俳優・元歌手）
- 12月21日 - 武川雅寛（神奈川県、ヴァイオリニスト・トランペッター、ムーンライダーズ）
- 12月22日 - 榊原広子（歌手、ダ・カーポ）
- 12月22日 - 佐山陽規（声楽家・俳優・声優）
- 12月23日 - デイヴィット・モロニー（チェンバロ奏者）
- 12月23日 - 野澤享司（シンガーソングライター）
- 12月24日 - 伊藤銀次（大阪府、シンガーソングライター）
- 12月27日 - 佐々木昭雄（ジャズオルガン奏者）
- 12月27日 - テリー・ボジオ（ドラマー）
- 12月27日 - 奈美悦子（女優・タレント・元歌手）
- 12月28日 - ヒュー・マクドナルド（ベーシスト、ボン・ジョヴィ）
- 12月30日 - デイヴ・スチュワート（キーボーディスト、元エッグ/元ハットフィールド・アンド・ザ・ノース/元ゴング/元ナショナル・ヘルス）

月日不明
- 新井英一（歌手）
- アルトゥロ・マルケス（現代音楽作曲家）
- 石田桃子（音楽家・歌手、+2023年）
- 岩下眞好（ドイツ文学者・音楽評論家、+2016年）
- 上野博（音楽プロモーター）
- 大沢可直（指揮者）
- 尾花輝代充（ヴァイオリニスト・指揮者）
- オリヴィエ・グレフ（ピアニスト、+2000年）
- 加藤學（作曲家、+1998年）
- 久邇之宜（ピアニスト、+2021年・71歳没）
- ケヴィン・バーク（フィドル奏者）
- 後藤裕枝（箏曲家）
- 斉藤早苗（プロデューサー・音楽評論家）
- 佐川聖二（クラリネット奏者・指揮者）
- ジェリー・ヘイ（ミュージシャン）
- ジョン・シルヴァー（ドラマー、元ジェネシス）
- ジョン・チャヌ（ヴァイオリニスト）
- 瀬賀倫夫（ギタリスト、+2008年・58歳没）
- 関口義人（音楽評論家）
- タイモン・ドッグ（シンガーソングライター）
- 高橋重夫（音楽プロデューサー）
- 田野秀康（フルート奏者）
- 塚田健一（音楽学者、+2019年）
- 弦巻裕（録音技師）
- 梨木良成（音楽プロデューサー）
- 二橋潤一（作曲家）
- 包娜娜（歌手）
- 林俊昭（チェリスト）
- 藤井寛（ジャズヴィブラフォン奏者）
- ベルンハルト・ギュラー（指揮者）
- マイケル・ハーバーマン（ピアニスト）
- 松岡貴史（現代音楽作曲家）
- マルティン・クレッツァー（トランペット奏者）
- 湊谷夢吉（映像作家・漫画家・ミュージシャン、+1988年・38歳没）
- 八幡修身（指揮者）
- 渡邊順生（チェンバロ奏者）

## 死去
- 10月23日 - アル・ジョルソン（→、歌手・俳優、*1886年）